# Clubiona similis
Clubiona similis este o specie de păianjeni din genul Clubiona, familia Clubionidae, descrisă de L. Koch, 1867. Conform Catalogue of Life specia Clubiona similis nu are subspecii cunoscute.